# Bobby Morrow
Bobby Joe Morrow (Harlingen (Teksas), 15. listopada 1935. - San Benito (Teksas), 30. svibnja 2020.) bio je američki sprinter koji je osvojio tri zlatne medalje na Olimpijskim igrama u Melbourneu 1956. godine. Bio je jedan od "dominantnih sprintera 1950-ih" i "najopušteniji sprinter svih vremena, čak i više nego njegov heroj Jesse Owens".
Morrow je 1955. godine osvojio AAU titulu u utrci na 100 jardi. Njegova najuspješnija sezona bila je 1956., kada ga je časopis „Sports Illustrated” proglasio "sportašem godine". Morrow je pobijedio na sprintu na sveučilišnom državnom prvenstvu i obranio svoj AAU naslov. 
Zatim je otišao na Ljetne olimpijske igre 1956. u Melbourneu gdje je osvojio tri zlatne medalje i bio na čelu američke sprinterske reprezentacije. Najprije je pobijedio u utrci na 100 metara. Zatim je trijumfirao u osvajanju zlatne medalje na 200 metara kada je izjednačio svjetski rekord za tu udaljenost s vremenom od 20,6 sekundi (neslužbeno vrijeme bilo je 20,75). Osvojio je svoje treće zlato u štafeti 4 × 100 metara kada je postignut svjetski rekord. Bio je prvi sprinter od Jesseja Owensa 1936. koji je osvojio zlatne medalje u sve tri discipline.
Morrow je nastavio s uspjesima nakon Olimpijskih igara, ali se umirovio 1958. da bi postao farmer i drvodjelja. Vratio se nakratko prije Olimpijskih igara 1960., ali se nije uspio kvalificirati za američki olimpijski tim.